# دیجیتال ایکویپ‌منت کورپوریشن
دیجیتال ایکویپ‌منت کورپوریشن (به انگلیسی: Digital Equipment Corporation) نام شرکتی در ایالات متحده است که در سال‌های ۱۹۶۰ تا ۱۹۹۰ به عنوان یکی از بزرگ‌ترین کمپانی‌ها در صنعت کامپیوتر شناخته می‌شد. این شرکت به خاطر تولید مینی کامپیوترها و تولیدات وکس معروف بود.
این کمپانی به خاطر افکار کن اولسون (از بنیان‌گذاران شرکت) در اوج ارزش سهام ورشکست شد و زمانی که سیستم‌های کامپیوتر شخصی به بازار آمد و همه از کمپانی انتظار ورود به این عرصه را داشتند وی گفت که کامپیوترهای شخصی اسباب بازیهایی بیش نیستند و سرمایه‌گذاری بر این سیستم‌ها شرکت‌های سرمایه‌گذار را نابود خواهد کرد.